# Занджани, Бабак
Бабак Занджани (перс. بابک مرتضی زنجانی‎, англ. Babak Morteza Zanjani; род. 1974) — иранский бизнесмен, миллиардер. Был управляющим директором находящейся в ОАЭ Sorinet Group, одного из крупнейших иранских конгломератов. Также владел авиакомпанией Qeshm Airlines и футбольным клубом Рах Ахан.

## Биография

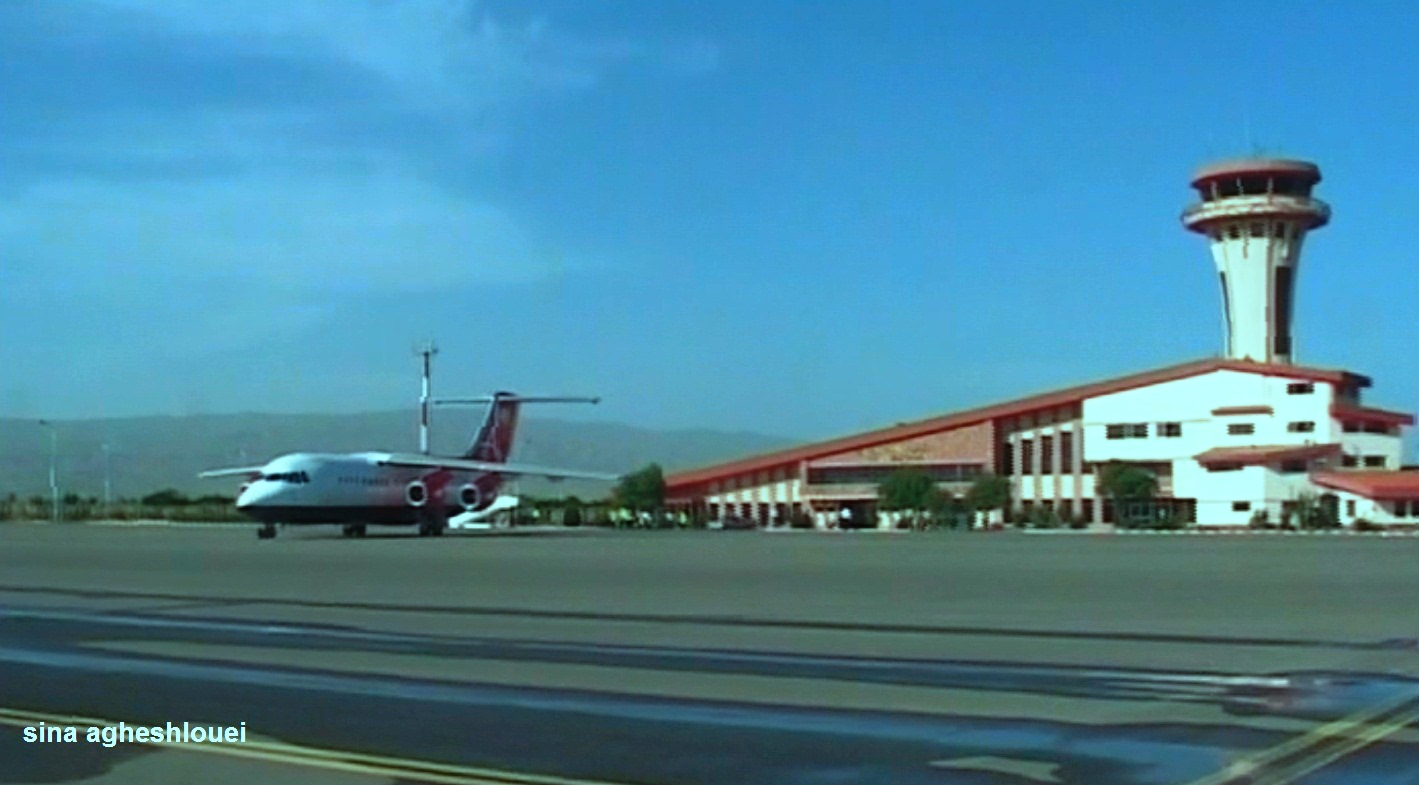
Самолёт компании Qeshm Airlines в городе Хой

Родился 21 марта 1974 года в Тегеране.
Sorinet Group включает в себя компании по производству косметики, ведению банковского дела, гостиничного бизнеса, коммерческой авиации, строительных материалов, информационных технологий и международного рынка недвижимости; ведёт деятельность на территории Ирана, Объединенных Арабских Эмиратов, Турции, Таджикистана, Малайзии, Китая и других стран.
Стал широко известен в конце 2012 года в связи с западными экономическими санкциями в отношении Ирана из-за спорной ядерной программы и был внесён в черные списки Европейского союза и США за свою роль в уклонении от этих санкций.
30 декабря 2013 года Занджани был арестован иранской полицией якобы за его участие в коррупционном скандале, где он обвинялся в хищении более 2,7 миллиарда $. Содержался в тюрьме «Эвин» в Тегеране.
6 марта 2016 года власти Ирана приговорили Бабака Занджани к смертной казни через повешение по обвинению в коррупции. Генеральный прокурор Ирана Мухаммадджафар Мунтазири заявил, что смертный приговор в отношении Бабака Занджани будет приведён в исполнение только после того, как украденные деньги будет возвращены в казну.